# Aristolochia griffithii
Aristolochia griffithii är en piprankeväxtart som beskrevs av Hook. f. & Thoms. och Pierre Étienne Simon Duchartre. Aristolochia griffithii ingår i släktet piprankor, och familjen piprankeväxter. Inga underarter finns listade i Catalogue of Life.